# Fissidentalium opacum
Fissidentalium opacum is een Scaphopodasoort uit de familie van de Dentaliidae. De wetenschappelijke naam van de soort is voor het eerst geldig gepubliceerd in 1829 door Sowerby.